# Barry Long
Barry Long (född 1 augusti 1926, död 6 december 2003) var en australisk andlig lärare och författare. Han lärde över 35 år om människans och universumens andliga dimension samt människolivets olika aspekter. Barry Long hade lyssnare och läsare både i Australien och utomlands. Han besökte också Sverige och Finland flera gånger.

## Ofullständig boklista
- The Origins of Man and the Universe (1:a edition Routledge & Kegan Paul 1984) ISBN 0-7102-0337-3 (Barry Long Books, reviderad upplagn 1998) ISBN 1-899324-12-7,  (utdrag)
- Meditation: A Foundation Course, (The Barry Long Foundation, 1996) ISBN 1-899324-00-3
- Stillness Is the Way (Barry Long Books, 1996) ISBN 0-9508050-4-1
- Knowing Yourself: The True in the False (Barry Long Books, 1996) ISBN 1-899324-03-8 (utdrag)
- Only Fear Dies (Barry Long Books, 1996) ISBN 0-9508050-7-6 (utdrag)
- To Woman in Love: A Book of Letters(Barry Long Books, 1996)  ISBN 0-9508050-8-4
- Making Love: Sexual Love the Divine Way (Barry Long Books, reviderad upplag 1998) ISBN 1-899324-14-3 (utdrag)
- Raising Children in Love, Justice and Truth (Barry Long Books, 1998) ISBN 1-899324-13-5
- To Man in Truth: Enlightening Letters (Barry Long Books, 1999) ISBN 1-899324-15-1 (utdrag)
- The Way In: A Book of Self-Discovery (Barry Long Books, 2000) ISBN 0-9508050-5-X (utdrag)
- A Prayer for Life: The Cause and Cure of Terrorism, War and Human Suffering, (Barry Long Books, 2002) ISBN 1-899324-17-8
- Where the Spirit Speaks to its Own: - The Passion of Spiritual Awakening, (Barry Long Books, 2003) ISBN 1-899324-16-X (utdrag)
- Start Meditating Now, How to stop thinking  (kassettbok - Barry Long Books 2007) ISBN 1-899324-20-8
- A Journey in Consciousness, Exploring the truth behind existence (kassettbok - Barry Long Books 2007) ISBN 1-899324-21-6
- Seeing through Death, Facing the fact without fear (kassettbok - Barry Long Books 2007) ISBN 1-899324-22-4
- Making Love, Sexual love the divine way (kassettbok - Barry Long Books 2007) ISBN 1-899324-23-2
- How to Live Joyously, Being true to the law of life (kassettbok - Barry Long Books 2007) ISBN 1-899324-24-0
- Behind Life and Death; The Boundless Reality (The Barry Long Foundation 2008) ISBN 978-1-899324-18-7 (utdrag)
- My Life Of Love & Truth: A Spiritual Autobiography (The Barry Long Foundation 2013) ISBN 978-1-899324-19-4

## Svenska översättningar
Meditation: en grundkurs: tio lektioner i meditation (PEM Publishing, 1996) ISBN 9789197278515
Konsten att älska (PEM Publishing, 1998) ISBN 9789197278522
Se igenom döden: att bemöta verkligheten utan rädsla (PEM Publishing, 1999) ISBN 9789197278539